# Kongo Środkowe
Kongo Środkowe (fr. Kongo central, dawniej: Dolne Kongo, fr. Bas-Kongo) - prowincja w Demokratycznej Republice Konga. Jest to jedyna prowincja sąsiadująca z Oceanem Atlantyckim, a jej stolicą jest Matadi.